# Debra Rolison

Dreidimensionale Struktur eines Zeolith-Gitters

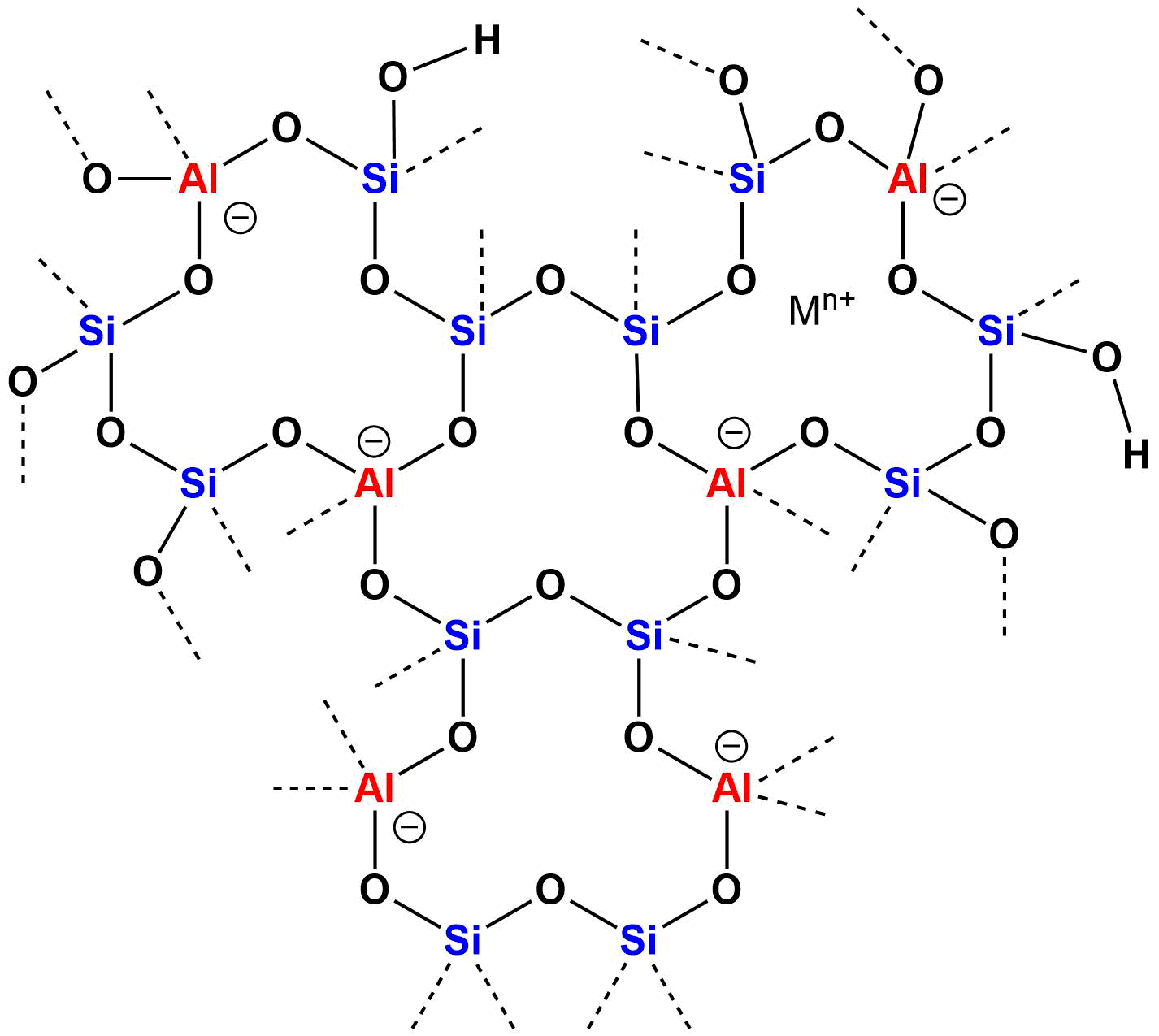
Zeolith-Gitter

Debra R. Rolison (* 1954 in Sioux City, Iowa) ist eine US-amerikanische Chemikerin (Elektrochemie, Nanowissenschaften). Sie entwickelt multifunktionale Nanoarchitekturen insbesondere für Katalyse, Energiespeicherung und -konversion, poröse Magnete, biomolekulare Verbundmaterialien und Sensoren.
Rolison wuchs im Süden Floridas auf und studierte an der Florida Atlantic University mit dem Bachelor-Abschluss 1975 (1972 bis 1975 war sie dort Faculty Scholar) und wurde 1980 an der University of North Carolina in Chapel Hill bei Royce W. Murray promoviert. Danach war sie am Naval Research Laboratory (NRL) und gründete dort 1999 die Abteilung fortgeschrittene elektrochemische Materialien. Seit 2000 ist sie Adjunct Professor an der University of Utah.
Sie entwickelte durch eine Oberflächenbeschichtung mit Zeolithen und Polymeren modifizierte Elektroden, wobei das Zeolith-Gitter den Zugang von Molekülen nach Größe, Ladung und Form selektiert. Umgekehrt dient dies auch der Synthese Elektroden-modifizierter Zeolithe, mit Übergangsmetallionen oder -komplexen im Zeolithgitter.
Sie entwickelte mit Kollegen einen Nickel-Zink-Akkumulator, dessen Leistung an die von Lithiumionen-Batterien herankommt, aber Gewichtsvorteile hat und kostengünstiger wäre. Im Gegensatz zu herkömmlichen Akkumulatoren mit Zinkpulver haben sie an der Anode eine dreidimensionale poröse Struktur, die dazu führt, dass bei Aufladung (Zinkoxid-Bildung) die Kontakte und eine gleichmäßige Stromverteilung erhalten bleiben und sich nicht an Stellen hohen Stromflusses Dendrit-Strukturen ausbilden, ein Hauptproblem bisheriger Nickel-Zink-Akkumulatoren. Durch die Dentriten besteht die Gefahr von Kurzschlüssen und damit begrenzte Lebensdauer und verminderte Leistung.

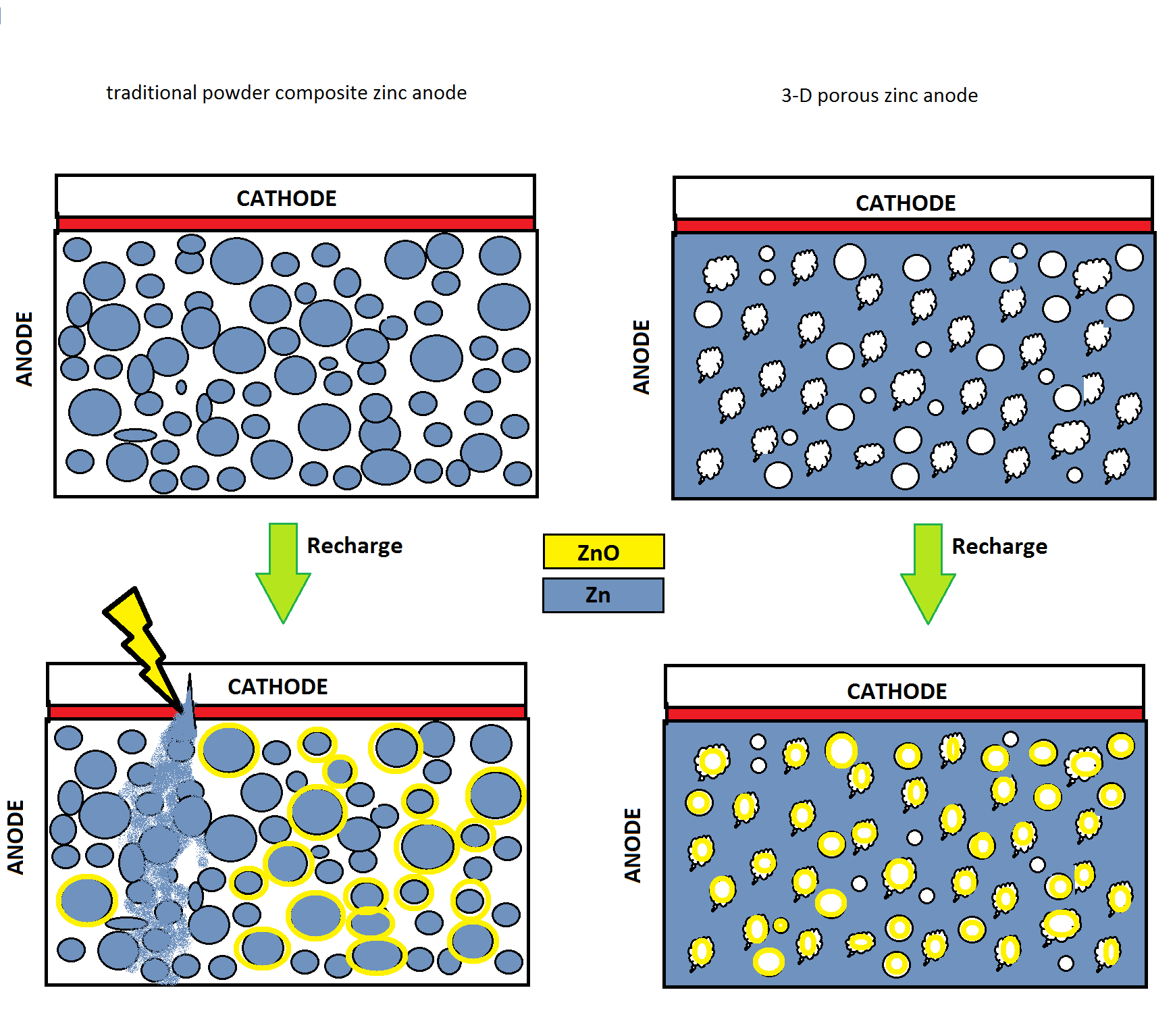
Herkömmliche Akkumulatoren mit Zinkpulver links mit Dendritenbildung, die Akkumulatoren von Rolison rechts ohne Dendriten

Von ihr stammen über 200 wissenschaftliche Aufsätze und 24 Patente.
2011 erhielt sie den Preis der American Chemical Society für Chemie von Materialien und den Hillebrand Preis der Chemical Society of Washington, 2012 den C. N. Reilley Award der Society for Electroanalytical Chemistry und 2018 die William H. Nichols Medal. Sie ist Fellow der American Association for the Advancement of Science, der American Chemical Society und der Materials Research Society.
Sie ist oder war im Herausgebergremium von Analytical Chemistry, Langmuir, Journal of Electroanalytical Chemistry, Advanced Energy Materials, Nano Letters, der Encyclopedia of Nanoscience and Nanotechnology und dem Annual Review in Analytical Chemistry.

## Schriften
- Zeolite-modified electrodes and electrode-modified zeolites, Chemical Reviews, Band 90, 1990, S. 867–878
- The intersection of electrochemistry with zeolite science, in: Studies in Surface Science and Catalysis, Band 85, 1994, S. 543–586
- Catalytic Nanoarchitectures--the Importance of Nothing and the Unimportance of Periodicity, Science, Band 299, 2003, S. 1698–1701
- mit Jeffrey W. Long, Bruce Dunn, Henry S. White: Three-Dimensional Battery Architectures, Chemical Reviews, Band 104, 2004, S. 4463–4492
- mit Anne E. Fisher, Jeffrey W. Long, Justin C. Lytle: Multifunctional 3D nanoarchitectures for energy storage and conversion, Chemical Society Reviews, Band 38, 2009, S. 226–252
- mit Joseph F. Parker, Christopher N. Chervin, Irina R. Pala, Meinrad Machler, Meinrad, Michael F. Burz, Jeffrey W. Long: Rechargeable nickel–3D zinc batteries: An energy-dense, safer alternative to lithium-ion, Science, Band 356, 2017, S. 415–418. PMID 28450638[2]